# 圣洛朗德茹尔德
圣洛朗德茹尔德（法語：Saint-Laurent-de-Jourdes，法語發音：[sɛ̃ loʁɑ̃ də ʒuʁd]）是法国新阿基坦大区维埃纳省的一个市镇，属于蒙莫里永区。

## 地理
圣洛朗德茹尔德（46°23'30"N, 0°32'39"E）面积17.96 平方千米，位于法国新阿基坦大区维埃纳省，该省份为法国中西部省份，北起曼恩-卢瓦尔省和安德尔-卢瓦尔省，西接德塞夫勒省，南至夏朗德省，东南接上维埃纳省，东临安德尔省。
与圣洛朗德茹尔德接壤的市镇（或旧市镇、城区）包括：布雷斯、布里永、迪耶内、洛迈泽、圣莫里斯-拉克卢埃尔、韦尔农、韦里耶尔。

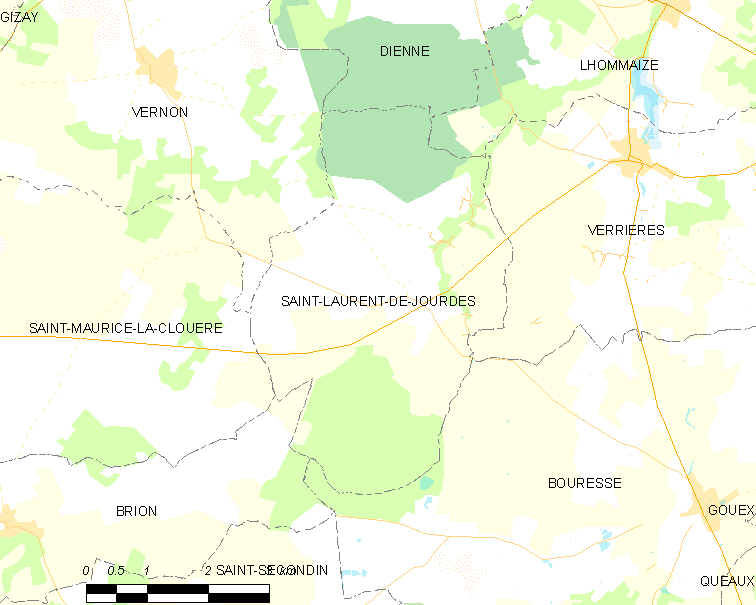
圣洛朗德茹尔德的OSM定位图

圣洛朗德茹尔德的时区为UTC+01:00、UTC+02:00（夏令时）。

## 行政
圣洛朗德茹尔德的邮政编码为86410，INSEE市镇编码为86228。

## 政治
圣洛朗德茹尔德所属的省级选区为吕萨克堡县。

## 人口

1962-2008年间圣洛朗德茹尔德人口变化图示

圣洛朗德茹尔德于2022年1月1日时的人口数量为196人。